# 古川町
古川町（ふるかわちょう）は、かつて岐阜県吉城郡にあった町。2004年（平成16年）2月1日に周辺町村と合併して飛騨市の一部となった。旧町役場を飛騨市の市役所に使用している。

## 地理
飛騨高地の北部に位置し、町の中央を南東から北西に宮川が流れている。古川国府盆地のほぼ中央に市街地を形成し、1000m級の山々がすぐ近くを囲む。
- 山:猪臥山、尾崎山、安峰山、高山、本堂山
- 河川:宮川、荒城川、殿川

### 気象
年間平均気温は11.1度。1月の平均気温はマイナス2.0度、8月の平均気温は24.5度。降水量は1,814.4mm。（1961年から1990年の平均値）

### 隣接していた自治体
- 河合村・宮川村・神岡町（現在は飛騨市の一部）
- 上宝村・国府町・清見村（現在は高山市の一部）

## 歴史
- 1586年（天正14年）- 金森長近が増島城を築城、養子の金森可重が城主となり、古川の城下町が成立。
- 1695年（元禄8年）- 一国一城令により、増島城が破却される。
- 1875年（明治8年） - 古川町が成立。
- 1889年（明治22年）7月1日 - 町村制により古川町が町制施行。
- 1956年（昭和31年）4月1日 - 細江村・小鷹利村と合併し、改めて古川町が発足。
- 2004年（平成16年）2月1日 - 神岡町・宮川村・河合村と合併し飛騨市が発足。同日古川町廃止。

## 行政
2002年1月1日の町職員数 142人（本庁88人、施設54人）

### 歴代町長
- 中村信夫

## 経済

### 産業
町の面積の8割が山林だが、林業はふるわなかった。
農業は稲作中心であったが、他に野菜や果樹、肉牛の飼育が伸びていた。農業全体は低下傾向にあり、経営耕地面積は1970年（昭和45年）から2000年（平成12年）までの30年間でほぼ半減した。養蚕は20世紀後半に減少し、1996年（平成8年）に完全に途絶え、かわって商工業が発達した。
| 産業区分             | 1985年 | 1993年 |
| 第一次産業           | 1,008  | 863    |
| -------------------- | ------ | ------ |
| 農業                 | 898    | 793    |
| 林業                 | 109    | 59     |
| 漁業                 | 1      | 11     |
| 第二次産業           | 3,885  | 3,698  |
| 鉱業                 | 49     | 34     |
| 建設業               | 1,046  | 1,179  |
| 製造業               | 2,790  | 3,698  |
| 第三次産業           | 3,827  | 4,279  |
| 卸売・小売業，飲食店 | 1,535  | 1,614  |
| 金融・保険業         | 112    | 135    |
| 不動産業             | 18     | 12     |
| 運輸・通信業         | 383    | 312    |
| 電気・ガス・水道業   | 39     | 48     |
| サービス業           | 1,524  | 1,898  |
| 公務                 | 216    | 260    |
| 分類不能             | -      | -      |
| 合計                 | 8,720  | 8,840  |

## 教育

### 高等学校
- 岐阜県立吉城高等学校

### 中学校
- 古川町立古川中学校

### 小学校
- 古川町立古川小学校
- 古川町立古川西小学校

### 2004年以前に廃校となった小中学校
- 古川町立細江中学校（1958年廃校）
  - 古川町立細江中学校袈裟丸分校（1958年廃校）
- 古川町立宮城中学校（1966年廃校）
- 古川町立小鷹利中学校（1966年廃校）
- 古川町立数河中学校（1966年廃校）
- 古川町立畦畑中学校（1966年廃校）
- 古川町立袈裟丸小学校（1963年廃校）
- 古川町立末真小学校（1963年廃校）
- 古川町立信包小学校（1963年廃校）
- 古川町立細江小学校（1964年廃校）
- 古川町立大村小学校（1964年廃校）
- 古川町立中山小学校（1965年廃校）
- 古川町立古川仲小学校（1969年廃校）
- 古川町立中山東小学校（1969年廃校）
- 古川町立中山南小学校（1969年廃校）
- 古川町立数河小学校（1969年廃校）
- 古川町立畦畑小学校（1974年廃校）

## 交通

### 鉄道路線
- 高山本線 飛騨古川駅 - 杉崎駅 - 飛騨細江駅

### 道路
国道41号が南東の高山市、国府町方面から入り真っすぐ北西に伸びた。国道41号は、町の北西端で北東に右折して神岡町に通じた。この右折地点からは、かわりに国道471号が北西に通り、宮川村、河合村方面に接続した。
高速道路
- 町内に高速道路はなし。

一般国道
- 国道41号
- 国道471号

主要地方道
- 岐阜県道75号神岡河合線
- 岐阜県道90号古川清見線

一般県道
- 岐阜県道471号谷高山線
- 岐阜県道473号鼠餅古川線
- 岐阜県道476号古川国府線
- 岐阜県道479号古川宇津江四十八滝国府線
- 岐阜県道480号飛騨古川停車場線

長距離自然歩道
- 中部北陸自然歩道
  - 起し太鼓の里を訪ねる道

## 名所・旧跡・観光スポット・祭事・催事
- 古川祭 起し太鼓・屋台行事（国の重要無形民俗文化財）
- 気多若宮神社
- 大歳神社
- 白山神社（数河字宮田）
- 松尾白山神社（数河字宮廻）
- 白山神社（中野）
- 五社神社
- 諏訪神社（杉崎）
- 飛騨古川まつり会館
- 飛騨の山樵館
- 飛騨の匠文化会館・郷土民芸会館
- きつね火まつり
- 道の駅アルプ飛騨古川
- 道の駅飛騨古川いぶし
- 古川劇場[1]
- 数河高原

## 出身著名人
- 都竹淳也（飛騨市長）
- 荒木優騎（俳優）